# Phylactellipora punctigera
Phylactellipora punctigera är en mossdjursart som först beskrevs av Campbell Easter Waters 1899.  Phylactellipora punctigera ingår i släktet Phylactellipora och familjen Romancheinidae. Inga underarter finns listade i Catalogue of Life.